# Antiplanes sanctiioannis
Antiplanes sanctiioannis är en snäckart som först beskrevs av E. A. Smith 1875.  Antiplanes sanctiioannis ingår i släktet Antiplanes och familjen Turridae. Inga underarter finns listade i Catalogue of Life.